# St. Antonius (Hannover)

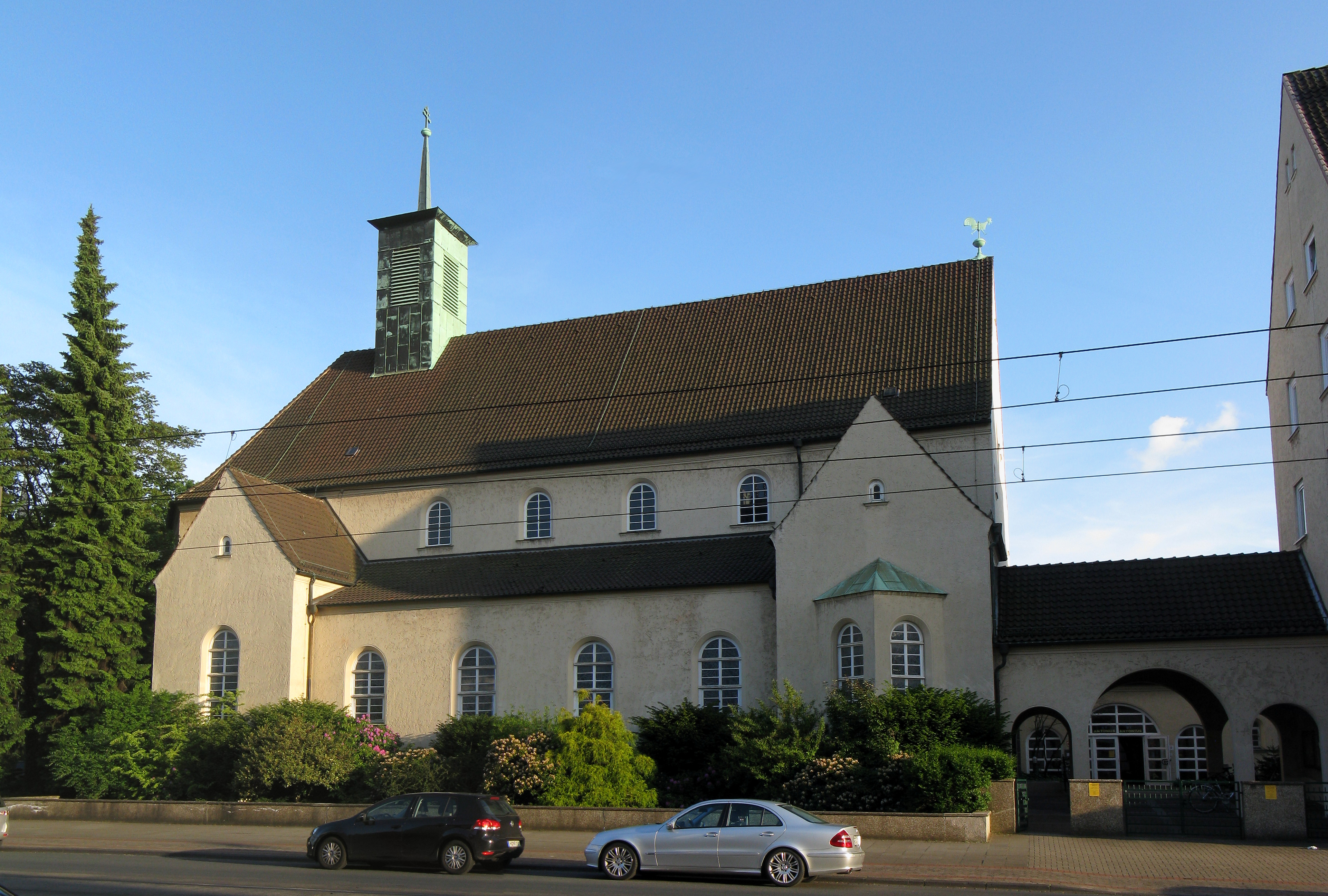
St. Antonius

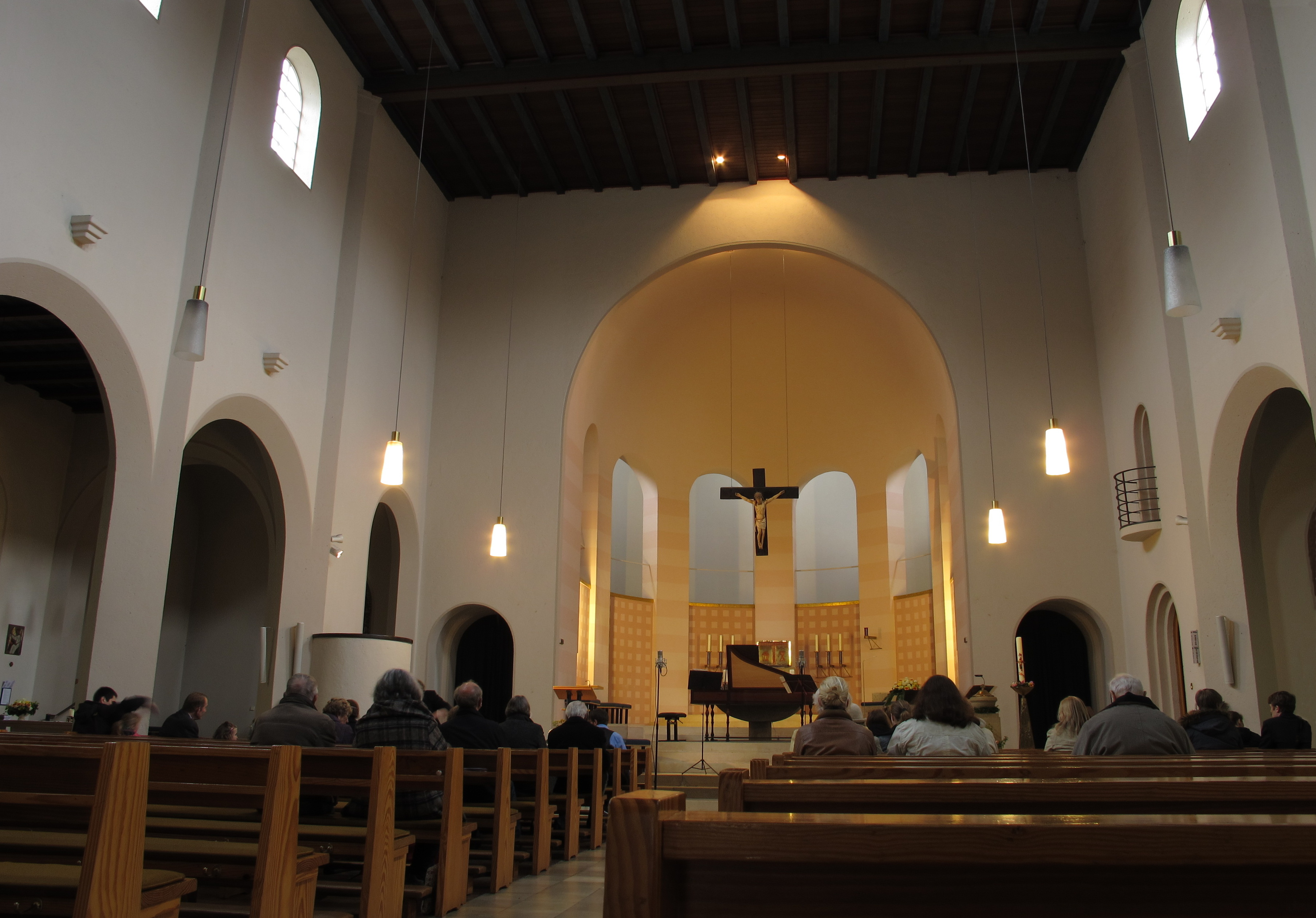
Innenansicht

St. Antonius ist die katholische Kirche des Stadtteils Kleefeld von Hannover (Kirchröder Straße 12A) und war zugleich die Klosterkirche des ehemals ansässigen Franziskanerkonvents. Eine gleichnamige Kindertagesstätte befindet sich im Gemeindezentrum neben der Kirche. Sie gehört heute zur Pfarrei St. Martin mit Sitz Hannover-Roderbruch im Dekanat Hannover des Bistums Hildesheim.

## Bau
Die Kirche wurde 1927/28 nach Plänen des hannoverschen Architekten Ernst Vetterlein erbaut. Am 31. August 1927 erfolgte die Grundsteinlegung, und am 17. Juni 1928 durch den Paderborner Bischof Caspar Klein die Kirchweihe. Der Bau ähnelt einer schmucklosen romanischen Basilika. Die Stelle von Querhäusern vertreten auf der Straßenseite Kapellenanbauten sowohl beim Portal wie beim Chor. Dieser ist als halbkreisförmige Apsis mit sechs hohen rundbogigen Lichtdurchbrüchen gestaltet. Über der Quasi-Vierung steht ein Dachreiter mit dem Geläut.

## Ausstattung
Die originalen Buntglasfenster zeigen franziskanische und mystagogische Motive. Der Altarbereich wurde Ende der 1960er Jahre neu gestaltet, die Wandfarbgebung 1976. 

### Orgel
Die Orgel wurde 1992 von der Werkstatt Emil Hammer Orgelbau errichtet. Das Instrument hat 28 Register auf zwei Manualen und Pedal. Die Trakturen sind mechanisch.
| I Hauptwerk C–g3 |             |       |
| 1.               | Pommer      | 16′   |
| 2.               | Principal   | 8′    |
| 3.               | Rohrflöte   | 8′    |
| 4.               | Oktave      | 4′    |
| 5.               | Koppelflöte | 4′    |
| 6.               | Oktave      | 2′    |
| 7.               | Mixtur IV   | 1 ⁄3′ |
| 8.               | Trompete    | 8′    |

| II Schwellwerk C–g3 |                 |        |
| 9.                  | Bleigedackt     | 8′     |
| 10.                 | Gambe           | 8′     |
| 11.                 | Principal       | 4′     |
| 12.                 | Blockflöte      | 4′     |
| 13.                 | Waldflöte       | 2′     |
| 14.                 | Nasard          | 2 ⁄3′  |
| 15.                 | Terz            | 1 3⁄5′ |
| 16.                 | Quinte          | 1 ⁄3′  |
| 17.                 | Scharff IV      | 1′     |
| 18.                 | Krummhorn       | 16′    |
| 19.                 | Basson-Hautbois | 8′     |
|                     | Tremulant       |        |

| Pedal C–f1 |               |       |
| 20.        | Untersatz     | 16′   |
| 21.        | Subbass       | 16′   |
| 22.        | Principalbass | 8′    |
| 23.        | Gedacktbass   | 8′    |
| 24.        | Pommer        | 4′    |
| 25.        | Hintersatz IV | 2 ⁄3′ |
| 26.        | Posaune       | 16′   |
| 27.        | Trompetenbass | 8′    |
| 28.        | Rankettbass   | 4′    |

- Koppeln: II/I, I/P, II/P

## Geschichte
Erste Planungen für eine katholische Kirche in Kleefeld entstanden parallel zum Wachstum des Stadtteils nach dem Ersten Weltkrieg. Konkret wurden sie, als Franziskaner aus der thüringischen Ordensprovinz sich 1926 bereit erklärten, hier eine Niederlassung zu bilden und die Pfarrseelsorge zu übernehmen. Gleichzeitig mit der Kirche wurde das Kloster erbaut und beide unter das Patrozinium des großen Franziskaners Antonius von Padua gestellt.
Die Franziskaner knüpften an das frühere Minoritenkloster und damit an eine Tradition an, die 1292 begonnen hatte, als an der Stelle des heutigen Leineschlosses das erste Franziskanerkloster Hannovers entstanden war (aufgelöst 1533).
Im August 1946 übernahmen vertriebene Brüder der Schlesischen Franziskanerprovinz das Kloster. 1949 wurde der Kindergarten gegründet, der ein eigenes Gebäude erhielt. Am 1. April 1956 erfolgte die Einrichtung der Kirchengemeinde St. Antonius, am 1. April 1961 wurde sie zur Pfarrei erhoben. Das Kleefelder Ordenshaus war seit 1998 auch Provinzialat der sächsischen Ordensprovinz (Saxonia). Im Herbst 2010 wurde die Niederlassung aufgegeben, am 1. September 2010 wurde die Kirche St. Antonius in die Pfarrei St. Martin eingegliedert.